# Nikolay Gusakov
Pour les articles homonymes, voir Goussakov.
Nikolay Gusakov (en russe : Николай Николаевич Гусаков, Nikolaï Nikolaïevitch Goussakov), né le 14 mai 1934 à Petrozavodsk et mort le 14 décembre 1991 à Saint-Pétersbourg, est un coureur soviétique du combiné nordique.

## Biographie
Il est le mari de la fondeuse Maria Gusakova.
Il fait ses débuts internationaux aux Jeux olympiques 1956, où il est septième. Aux Championnats du monde 1958, il est huitième. 1958 est aussi l'année de son seul titre national.
Aux Jeux olympiques d'hiver de 1960, Gusakov remporte la médaille de bronze après avoir réalisé le meilleur temps en ski de fond. Il est aussi le premier soviétique (et aussi non-scandinave) à gagner le combiné au Festival de ski d'Holmenkollen en 1961.
Il finit sa carrière internationale aux Jeux olympiques de 1964, où il est quatrième.

## Palmarès

### Jeux olympiques
| Épreuve / Édition | Cortina d'Ampezzo 1956 | Squaw Valley 1960 | Innsbruck 1964 |
| Individuel        | 7e                     | Bronze            | 4e             |